# Australische kievit
De Australische kievit (Vanellus tricolor) behoort tot de familie van kieviten en plevieren (Charadriidae).

## Verspreiding en leefgebied
Deze soort komt voor in zuidelijk, zuidwestelijk en zuidoostelijk Australië.